# Tettnanger Hopfenpfad

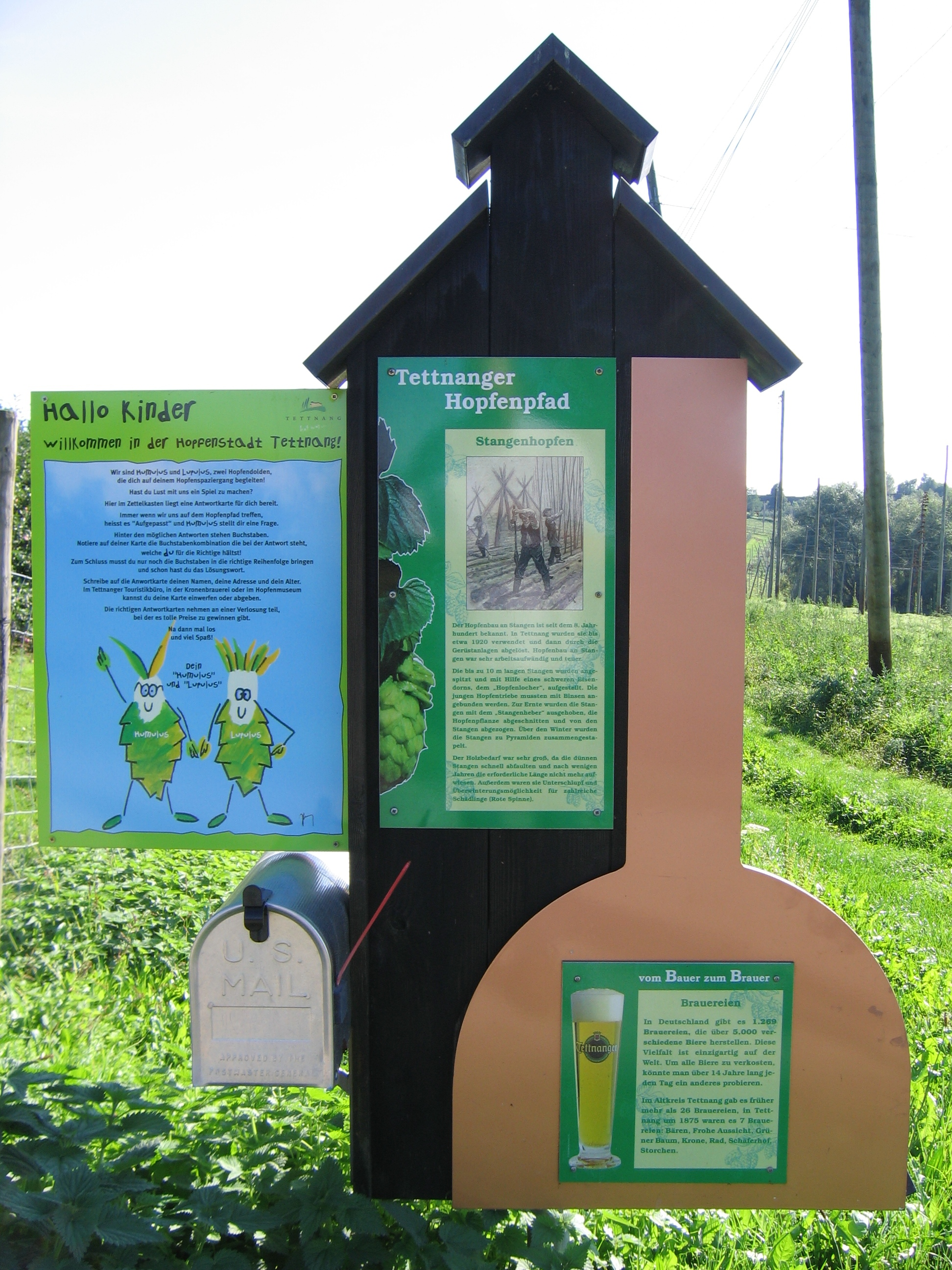
Infotafel „Stangenhopfen“ und „Brauereien“

Der Tettnanger Hopfenpfad ist ein rund 7,7 Kilometer langer Lehrpfad zum Thema Hopfen im Hopfenanbaugebiet Tettnang im Bodenseekreis im Süden Baden-Württembergs. Der Rundweg führt von der Tettnanger Innenstadt auf ein Hopfengut- und Museum im Ortsteil Siggenweiler.

## Hopfen in Tettnang
Der zur Familie der Hanfgewächse gehörende Tettnanger Aroma-Hopfen (Züchtung aus dem Echten Hopfen Humulus lupulus) hat seinen Ursprung in der tschechischen Stadt Žatec (deutsch Saaz). Seit 1844 wird er in Tettnang angebaut. Die täglich bis zu 30 cm wachsenden und bis zu acht Meter hoch werdenden, rechtswindenden, weiblichen Pflanzen erreichen ein Alter von über fünfzig Jahren. Ihre Vegetationsperiode dauert von April bis September, dabei werden von 120 Betrieben auf insgesamt 1.526 Hektar (ha) Anbaufläche etwa 4.000 Stöcke je Hektar angebaut. Die jährliche Produktion des Grünen Goldes beläuft sich auf 45.000 bis 60.000 Zentner (2250 bis 3000 Tonnen). Die Inhaltsstoffe, feine ätherische Öle und ausgewogene Bitterstoffe, finden weltweit Verwendung zur Herstellung von Bieren. Ungefähr 2/3 des Tettnanger Hopfens gehen in den Export, rund 1/3 ist für den deutschen Markt bestimmt.
2010 wird „Tettnanger Hopfen“ von der Europäischen Union als geschützte geografische Angabe (g. g. A.) anerkannt.

## Verlauf des Hopfenpfades
Vom Hopfenmuseum im Ortsteil Siggenweiler verläuft der Hopfenpfad entlang ausgedehnter Hopfenfelder und Obstplantagen über Dieglishofen, teils parallel mit dem Jubiläumsweg Bodenseekreis, in die Tettnanger Ortsmitte zur Kronenbrauerei. Unter dem Motto „vom Bauer zum Brauer“ werden Wanderer und Radfahrer durch entlang des Weges aufgestellte Informationstafeln in die Geheimnisse und Besonderheiten des Hopfenanbaus und des Bierbrauens eingeweiht. Für Kinder sind spezielle Infotafeln installiert: Humulus und Lupulus, zwei Hopfendolden, sorgen bei den Kleinen für Kurzweiligkeit entlang des Weges. Landschaftliches Highlight auf dem Pfad ist der Aussichtspunkt auf der Brünnensweiler Höhe, von wo aus die Alpen erblickt werden können. Entlang des Pfades warten inmitten von Hopfenäckern und Obstplantagen mehrere Hofläden sowie weitere Rast- und Aussichtspunkte.

### Hopfenmuseum

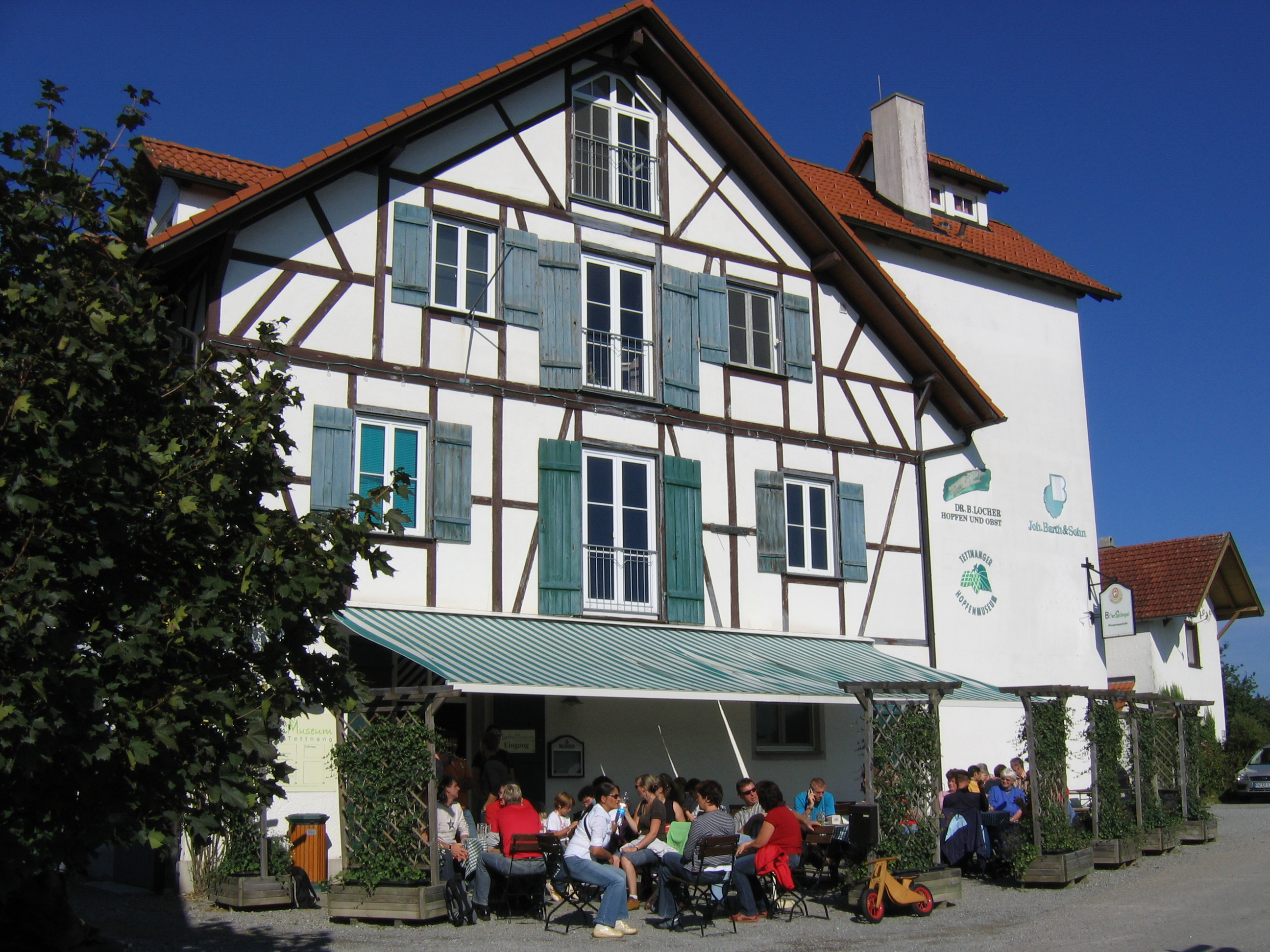
Am Hopfenmuseum

Im Tettnanger Hopfenmuseum, dem ersten seiner Art in Deutschland, wird der Besucher auf 2.000 Quadratmeter Ausstellungsfläche über die große Vielfalt der Hopfenkultur informiert. Über drei Etagen geht es durch die über 180-jährige Geschichte des Hopfenanbaus in Tettnang.
Themenbereiche des Museums:
- Hopfenpflanzen (Botanik)
- Hopfenanbau und Hopfenernte gestern und heute
- Hopfenhandel und Qualitätskontrolle
- Geschichte des Biers mit Bierflaschensammlung der mit Tettnanger Hopfen gebrauten Biere

### Kronenbrauerei
Die Kronen-Brauerei ist eine kleine, handwerkliche Brauerei, die sich seit sieben Generationen in Familienbesitz befindet. Sie eine von drei der ehemals 26 Brauereien im Hopfenanbaugebiet Tettnang. Das Sortiment umfasst neben dem Zwickelbier Kronen-Bier, Kronen-Pils, Keller-Pils, Coronator Doppelbock hell und dunkel, sowie als ganz besondere Spezialitäten Märzenbier und „23.04 – Das Jahrgangsbier“. Besucher haben während einer etwa einstündigen Führung die Möglichkeit, den Braumeister durch Maschinen- und Sudhaus, Lager- und Filterkeller bis zur Flaschenabfüllanlage zu begleiten.

### Hopfensauparade

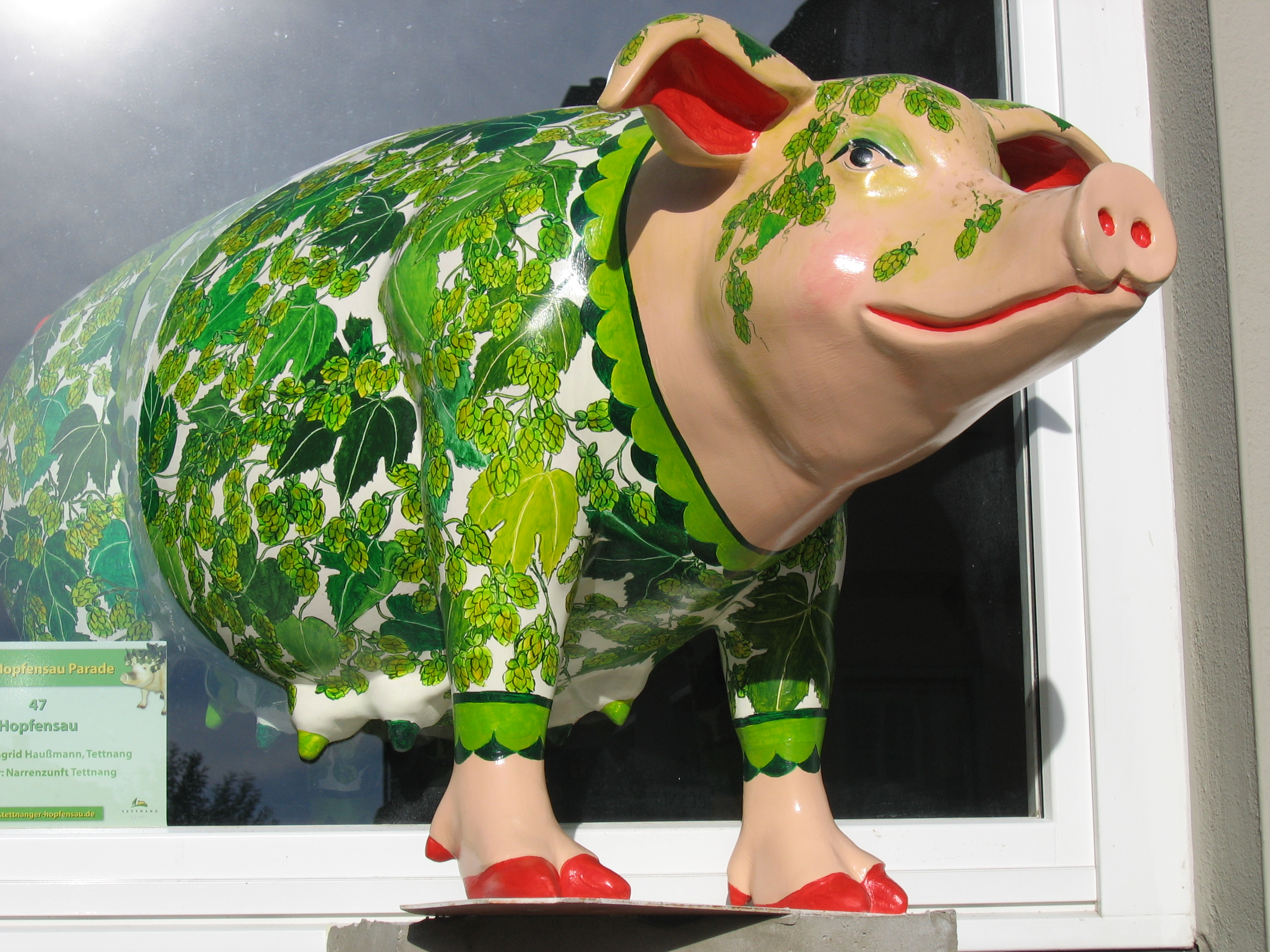
Die Hopfensau – das Original

2006 wurde in Zusammenarbeit der Stadt Tettnang mit dem Hopfenpflanzerverband und dem Hopfenmuseum eine Hopfensau-Parade durchgeführt. Zum fünften Hopfenwandertag belebten mehr als neunzig lebensgroße und zum Teil von ortsansässigen Künstlern individuell gestaltete Hopfensäue aus glasfaserverstärktem Kunststoff den Tettnanger Hopfenpfad, später auch Straßen und Plätze im Stadtgebiet. Aus den 30 Kilogramm schweren Rohlingen entstanden Skulpturen wie zum Beispiel die Obelix-Sau, der dicke Waldemar und das Stromerle. Diese Tierparade erinnert an den Brauch, jene Hopfenpflückerin als Hopfensau zu feiern, die die letzte Hopfenranke des Jahres abpflückt.